# Grand Hotel des Bains (Venedig)

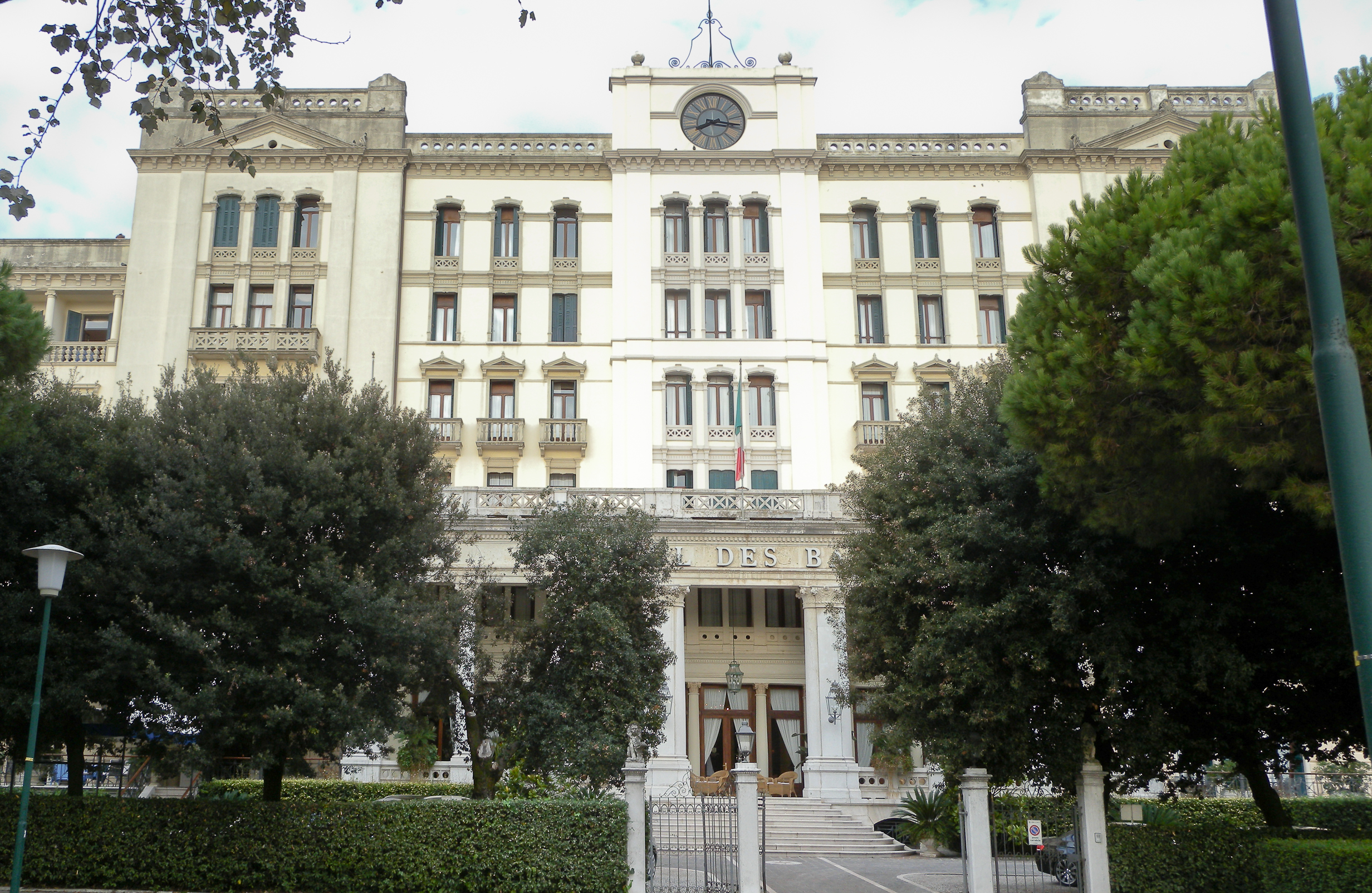
Hotel des Bains am Lido di Venezia

Das Grand Hotel des Bains war ein Belle-Époque-Hotel am Lido di Venezia mit 4 Sternen. Es wurde im Jahr 1900 von den Brüdern Raffaello und Francesco Marsich erbaut und am 15. Juli 1900 eingeweiht.
Berühmt wurde es unter anderem durch Thomas Manns Aufenthalt im Jahr 1911, der ihn zur Novelle Der Tod in Venedig inspirierte. Luchino Viscontis gleichnamiger Film wurde 1971 dort gedreht. Das Hotel wurde ebenfalls für Shepheard’s Hotel in Kairo für den Film Der englische Patient verwendet. Sergei Pawlowitsch Djagilew starb in dem Hotel im Jahr 1929.
Das Hotel wurde häufig von Filmstars während der Internationalen Filmfestspiele von Venedig besucht.
2010 wurde das Hotel geschlossen; es sollte ab 2011 in den Appartementkomplex Des Bains residences umgebaut werden, der auch rund zwanzig Boutiquehotel-Zimmer einschließen sollte. Die Mittel hierfür sollten aus dem Fonds „Real Venice I“ der EstCapital Group mit Sitz in Padua bereitgestellt werden.
Laut Medienberichten scheiterte das Projekt. Im Juni 2022 sowie auch in Mai 2025 waren die Arkaden des Gebäudes lt. Augenzeugen weiterhin vernagelt.
Am 30. August 2023 wurde der Beachclub im Rahmen der 80. Filmfestspiele wieder eröffnet, wobei Akkreditierte mit diesen Worten eingeladen wurden: „as we look forward to welcoming you to the 80. Venice International Film Festival, we are pleased to share with you the invitation to The Big Opening, Des Bains 1900 Luxury Beach Club.“